# 米卡埃尔·特尔奎斯特
米卡埃尔·特尔奎斯特（瑞典語：Mikael Tellqvist，1979年9月19日—），瑞典前男子冰球运动员。他曾代表瑞典国家队参加2006年冬季奥林匹克运动会冰球比赛，获得一枚金牌。